# Rincon (Georgia)
Rincon – miasto w Stanach Zjednoczonych, w stanie Georgia, w hrabstwie Effingham. W 2020 r. populacja wynosiła 10 934 mieszkańców. Rincon jest częścią obszaru statystycznego Savannah Metropolitan.